# Brandvals kommun
Brandvals kommun (norska: Brandval kommune) var en kommun i Hedmark fylke i östra Norge. Kommunen omfattade den norra delen av nuvarande Kongsvingers kommun och gränsade till Värmlands län i Sverige i öster. Byn Brandval utgjorde kommunens centralort.

## Administrativ historik
Brandvals kommun upprättades 1867 genom utbrytning ur Grue kommun. Kommunen hade 3 946 invånare vid upprättandet.
1941 överfördes ett bebott område (med 68 invånare) från Grue kommun till Brandvals kommun.
Den 1 januari 1964 gick Brandvals kommun, tillsammans med Vingers kommun, upp i Kongsvingers kommun. Kommunens hade då 4 384 invånare.